# Anna Kiesenhofer
Anna Kiesenhofer (* 14. Februar 1991 in Kirchdorf an der Krems) ist eine österreichische Radrennfahrerin und promovierte Mathematikerin. Sie siegte 2021 im olympischen Straßenrennen von Tokio und ist mehrfache österreichische Staatsmeisterin im Einzelzeitfahren und im Straßenrennen.

## Sportlicher Werdegang
Von 2011 bis 2013 war Anna Kiesenhofer im Triathlon und Duathlon aktiv. Verletzungsbedingt konnte sie längere Zeit nicht laufen und konzentrierte sich ab 2014 voll auf den Radsport. Sie fuhr für das katalanische Team Frigoríficos Costa Brava–Naturalium, mit dem sie 2016 Gesamtsiegerin der Copa de España wurde. Im September nahm Kiesenhofer in einem Mix-Team aus Fahrerinnen verschiedener Teams an der Tour Cycliste Féminin International de l’Ardèche teil. Dabei erzielte sie ihren bis dahin größten Erfolg mit dem Sieg bei der dritten Etappe, einer Bergankunft auf den Mont Ventoux. Für 2017 erhielt Kiesenhofer einen Vertrag bei Lotto Soudal Ladies, beendete diesen aber vorzeitig, um in ihrem Beruf als Mathematikerin zu arbeiten.
Nach zwei Jahren Rennpause wurde die 28-Jährige im Mai 2019 österreichische Staatsmeisterin im Einzelzeitfahren und im Juli auch im Straßenrennen. Bei den Europameisterschaften belegte sie im Zeitfahren Platz fünf, bei den Weltmeisterschaften Platz 20. Am 22. August 2020 konnte sie ihren Erfolg des Vorjahres wiederholen und wurde erneut österreichische Staatsmeisterin im Einzelzeitfahren, ebenso 2021.
Bei den Olympischen Sommerspielen 2020 errang Anna Kiesenhofer am 25. Juli 2021 in Tokio die Goldmedaille im Straßenradrennen der Frauen. Ihr Sieg in diesem Rennen galt als „sensationell“, da sie ohne Team fuhr und den Sport neben ihrer Arbeit als Mathematikerin ausübte. Direkt nach dem Start setzte sich Kiesenhofer in einer Fünfergruppe von dem Feld ab, fuhr die letzten 41 Kilometer solo voraus und gewann nach 3 Stunden und 52 Minuten mit 1:15 Minuten Vorsprung auf die Zweite Annemiek van Vleuten, die sich beim Überfahren der Ziellinie zuerst als Siegerin wähnte, weil sie nicht bemerkt hatte, dass sich Anna Kiesenhofer zuvor weit nach vorn abgesetzt hatte. Nach Angaben von van Vleuten war sie zwar darüber informiert, dass eine Fahrerin aus der Spitzengruppe alleine vorne lag, die Fehlinformation sei gewesen, dass diese Fahrerin Anna Plichta sei. Als Plichta rund fünf Kilometer vor dem Ziel eingeholt wurde, habe sie geglaubt, dass nun keine Fahrerin mehr vorm Feld wäre. Im Radsport war dies die erste Olympiamedaille für eine Österreicherin und die erste Goldmedaille für Österreich seit dem Sieg von Adolf Schmal bei den ersten Olympischen Spielen der Neuzeit 1896.
Nach ihrem Olympiasieg konzentrierte sich Kiesenhofer zunächst wieder auf ihren Beruf und bestritt nur wenige Radrennen. Im Herbst 2022 fuhr sie kurzzeitig beim spanischen Soltec Team, um an der Ceratizit Challenge teilzunehmen. Für 2023 erhielt sie zunächst einen Vertrag bei B&B Hotels-KTM, der infolge des Zusammenbruchs dieser Mannschaft jedoch hinfällig wurde; stattdessen wurde sie von Israel-Premier Tech-Roland verpflichtet, bei denen sie Anfang 2022 schon ein Trainingslager absolviert hatte. Sie konnte sich mehrfach in ihrer Spezialdisziplin, dem Zeitfahren, auszeichnen, so gewann sie die Bronzemedaille bei den erstmals ausgetragenen Bergfahr-Europameisterschaften auf der Tremola und die renommierte Chrono des Nations im Herbst. Im Juni 2024 gewann sie bei den Staatsmeisterschaften zum zweiten Mal das Double aus Straßenrennen und Einzelzeitfahren.
Im Mai 2025 begann sie beim niederländischen Team Picnic PostNL als Trainerin zu arbeiten.

## Berufliches
Kiesenhofer wuchs zunächst im Ansfeldener Ortsteil Haid in Oberösterreich auf, ehe die Familie 1993 nach Niederkreuzstetten in Niederösterreich zog. Sie studierte von 2008 bis 2011 Mathematik an der Technischen Universität Wien, wo sie mit dem Bachelor of Science (Bachelorarbeit: Mean ergodic semigroups of operators) abschloss. Am Emmanuel College der University of Cambridge erhielt sie im Wintersemester 2011/2012 ihren Masterabschluss. Im Jahre 2016 wurde sie mit ihrer mit Bestnote (excellent cum laude) bewerteten Arbeit Integrable systems on b-symplectic manifolds an der Universitat Politècnica de Catalunya promoviert. Von 2017 bis 2021 beschäftigte sie sich als Postdoktorandin an der École polytechnique fédérale de Lausanne in der Schweiz mit partiellen Differentialgleichungen.

## Erfolge
2016
- eine Etappe Tour Cycliste Féminin International de l’Ardèche
- Gesamtwertung Copa de España

2019
- Österreichische Staatsmeisterin – Einzelzeitfahren, Straßenrennen

2020
- Österreichische Staatsmeisterin – Einzelzeitfahren

2021
- Österreichische Staatsmeisterin – Einzelzeitfahren
- Olympiasiegerin – Straßenrennen

2023
- Österreichische Staatsmeisterin – Einzelzeitfahren
- Bergfahr-Europameisterschaften
- Chrono Gatineau
- Chrono des Nations

2024
- Österreichische Staatsmeisterin – Straßenrennen, Einzelzeitfahren

## Ehrungen
- Österreichische Sportlerin des Jahres 2021
- Österreicherin des Jahres 2021 in der Kategorie Erfolg international[21]
- Radsportlerin des Jahres 2021 des Österreichischen Radsport-Verbandes[22][23]

## Wissenschaftliche Veröffentlichungen
- Anna Kiesenhofer: Integrable systems on b-symplectic manifolds. Dissertation, Universitat Politècnica de Catalunya 2016. (pdf)[24]
- Anna Kiesenhofer, Eva Miranda: Noncommutative integrable systems on b-symplectic manifolds. In: Regular and Chaotic Dynamics 21 (2016), S. 643–659. doi:10.1134/S1560354716060058
- Anna Kiesenhofer, Eva Miranda: Cotangent Models for Integrable Systems. In: Communications in Mathematical Physics 350 (2017), S. 1123–1145. doi:10.1007/s00220-016-2720-x
- Anna Kiesenhofer, Joachim Krieger: Small data global regularity for half-wave maps in n = 4 dimensions. In: Communications in Partial Differential Equations (Juni 2021). doi:10.1080/03605302.2021.1936021